# RAMO de Casablanca
 (juillet 2025).
Motif : Aucune source secondaire ne permet de vérifier la notoriété de ce club amateur
- Archive Wikiwix
- Bing
- Cairn
- DuckDuckGo
- E. Universalis
- Gallica
- Google
- G. Books
- G. News
- G. Scholar
- Persée
- Qwant
- (zh) Baidu
- (ru) Yandex
- (wd) trouver des œuvres sur Wikidata

| 1. | Préciser le motif de la pose du bandeau. | Précisez le motif de la pose du bandeau en utilisant la syntaxe suivante : {{admissibilité à vérifier\|date=juillet 2025\|motif=remplacez ce texte par le motif}}                       |
| 2. | Informer les utilisateurs concernés.     | Pensez à avertir le créateur de l'article, par exemple, en insérant le code ci-dessous sur sa page de discussion : {{subst:avertissement admissibilité à vérifier\|RAMO de Casablanca}} |

Maillots
Le Racing Athlétique Ben M’Sik Sidi Othmane (RAMO), est un club de rugby à XV créé en 1992 par El Larbi Mouchtaki, un ancien international joueur de Rugby. Le RAMO évolue en première division du championnat du Maroc de rugby à XV. Il s’est hissé au meilleur niveau du championnat.

## Palmarès
- Championnat du Maroc
  - Champion : 2006
  - Champion juniors : 2009/2010
  - 3e place : 2005

- Coupe du Trône
  - Champion : 2003

## Effectif
| N°   | Pays | Nom        | Prénom     | Poste   | Né le              | Taille |
| 1    |      | Bouguira   | -          | -       | 1er janvier 1990   | ?.?? m |
| 2    |      | Kahlaoui   | Ayoub      | -       | 1er mai 1991       | 1.89 m |
| 3    |      | Naji       | Ismail     | -       | 1er septembre 1991 | 1.89 m |
|      |      | Naji       | Amine      | -       | 12 mai 1992        | 1.94 m |
|      |      | Jabir      | Jawad      | -       | 1er janvier 1990   | ?.?? m |
|      |      | Jabir      | Adil       | -       | 1er janvier 1990   | ?.?? m |
|      |      | Zanouni    | Hamza      | -       | 1er janvier 1990   | ?.?? m |
|      |      | Abita      | Amine      | -       | 1er janvier 1990   | ?.?? m |
|      |      | Benkhalouk | Mouhssine  | -       | 1er janvier 1990   | ?.?? m |
|      |      | Berkaoui   | Abdessamad | -       | 1er janvier 1990   | ?.?? m |
|      |      | Zraydi     | Adeljabbar | -       | 1er janvier 1990   | ?.?? m |
|      |      | Berkaoui   | Achraf     | -       | 1er janvier 1990   | ?.?? m |
|      |      | Agzoure    | Majid      | -       | 1er janvier 1990   | 1.91 m |
|      |      | Farah      | -          | -       | 1er janvier 1990   | ?.?? m |
|      |      | Boussarwal | -          | -       | 1er janvier 1990   | ?.?? m |
|      |      | Sahim      | -          | -       | 1er janvier 1990   | ?.?? m |
|      |      | -          | Hammouda   | -       | 1er janvier 1990   | ?.?? m |
| 14 C |      | Zahri      | rachid     | ailier  | 10 juin 1991       | 1.75 m |
|      |      | Achwak     | -          | -       | 1er janvier 1990   | ?.?? m |
|      |      | Kihal      | -          | -       | 1er janvier 1990   | ?.?? m |
|      |      | Nouno      | -          | -       | 1er janvier 1990   | ?.?? m |
|      |      | -          | Abderrahim | -       | 1er janvier 1990   | ?.?? m |
| 15   |      | Samir      | HARRAMA    | arrière | 11 janvier 1991    | 1,86 m |